# International Bowling Federation
De International Bowling Federation (IBF) is de internationale sportbond voor het bowlen.

## Historiek
De organisatie werd opgericht in maart 1952 te Hamburg in de toenmalige BRD onder de naam Fédération Internationale des Quilleurs (FIQ), in opvolging van de vooroorlogse International Bowling Association (IBA). Het hoofdkwartier werd gevestigd in het Finse Helsinki. In de schoot van de organisatie werden in 1973 te Londen de World Tenpin Bowling Association (WTBA) en World Ninepin Bowling Association (WNBA) opgericht en in 1979 werd de FIQ erkend door het Internationaal Olympisch Comité (IOC) als de representatieve organisator van de bowlingsport.
In 2014 werd de organisatie omgedoopt in World Bowling en in november 2020 kreeg ze haar huidige naam.

## Bestuur
| Periode      | Voorzitter              |
| 1952 - 1953  | Heinz Kopp              |
| 1953 - 1955  | Iwan Krizanic           |
| 1955 - 1973  | Adolf Oesch             |
| 1973 - 1977  | Kauko Ahlström          |
| 1977 - 1983  | Frank Baker             |
| 1983 - 1984  | Soetopo Jananto         |
| 1985 - 1995  | Roger Tessman           |
| 1995 - 2003  | Gerald Koenig           |
| 2003 - 2007  | Steve Hontiveros        |
| 2007 - 2011  | Jessie Phua             |
| 2011 - 2015  | Kevin Dornberger        |
| 2015 - heden | Talal Mohammad Al-Sabah |

## Aangesloten organisaties
- European Tenpin Bowling Federation (EBTF) - 46 aangesloten federaties
- Asian Bowling Federation (ABF) - 33 aangesloten federaties
- Pan-American Bowling Confederation (Pan-Am Bowling) - 25 aangesloten federaties
- Bowling Federation of Africa (BFA) - 6 aangesloten federaties
- Oceania Bowling Federation (OBF) - 4 aangesloten federaties